# Mahanagar
Mahanagar é um filme de drama indiano de 1963 dirigido e escrito por Satyajit Ray. Foi selecionado como representante da Índia à edição do Oscar 1964, organizada pela Academia de Artes e Ciências Cinematográficas.

## Elenco
- Madhabi Mukherjee – Arati Mazumdar
- Anil Chatterjee – Subrata Mazumdar
- Haradhan Bannerjee – Himangshu Mukherjee
- Vicky Redwood – Ms. Edith Simmons
- Jaya Bhaduri – Bani
- Haren Chatterjee – Priyogopal
- Sefalika Devi – Sarojini
- Prosenjit Sarkar – Pintu